# Niederländisches Rotes Kreuz

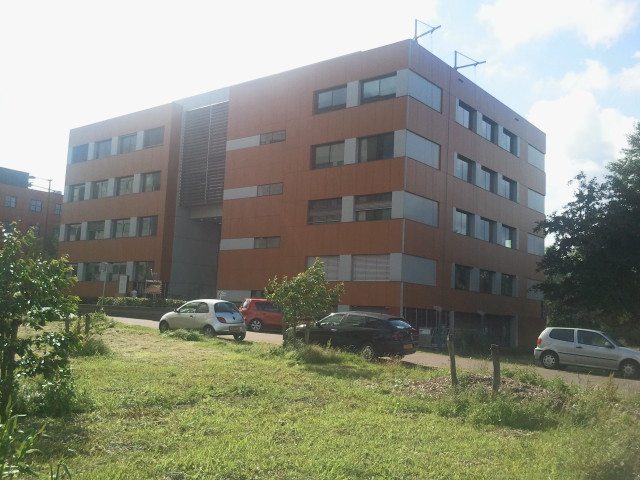
Der Hauptsitz des Niederländischen Roten Kreuzes in Den Haag

Das Niederländische Rote Kreuz (niederländisch Het Nederlandse Rode Kruis, englisch The Netherlands Red Cross Society) ist nach den Genfer Abkommen von 1949 die nationale Rotkreuz-Gesellschaft im Königreich der Niederlande und als solches Teil der Internationalen Rotkreuz- und Rothalbmond-Bewegung inklusive der Anerkennung ihrer sieben Grundsätze. Der Sitz ist wie der Regierungssitz der Niederlande in Den Haag.

## Geschichte
Die Niederlande gehören zu den 12 Erstunterzeichnern der 1. Genfer Konvention. Am 19. Juli 1867 unterzeichnete König Willem III. auf Schloss Het Loo einen königlichen Erlass zur Gründung einer „niederländischen Vereinigung zur Unterstützung kranker und verwundeter Krieger in Kriegszeiten“ dem Niederländischen Roten Kreuz.

## Organisation
Das Niederländische Rote Kreuz ist ein voll rechtsfähiger Verein. Es verfügt über eine Struktur die das gesamte Königreich abdeckt. In den Niederlanden sind 21 Bezirke mit 141 Standorten und im karibischen Teil sind 6 Karibikabteilungen als eigenständige Vereine aktiv.

### National
Die Bezirke sind:
- Amsterdam-Amstelland
- Brabant-Noord
- Brabant-Zuidoost
- Drenthe
- Flevoland
- Fryslân
- Gelderland
- Gooi & Utrecht
- Groningen
- Haaglanden
- Hollands Midden
- IJsselland
- Kennemerland
- Midden- en West-Brabant
- Noord- en Midden-Limburg
- Noord-Holland Noord
- Rotterdam-Rijnmond
- Twente
- Zeeland
- Zuid-Holland Zuid
- Zuid-Limburg

### International
- Aruba: Rotes Kreuz Aruba
- Bonaire: Rotes Kreuz Bonaire
- Curaçao: Rotes Kreuz Curaçao
- Saba: Rotes Kreuz Saba
- Sint Eustatius: Rotes Kreuz Sint Eustatius
- Sint Maarten: Rotes Kreuz Sint Maarten

## Aufgaben
- Internationale Humanitäre Hilfe
- Humanitäres Völkerrecht
- Suchdienst
- Erste-Hilfe-Ausbildung